# Yvette Herrell
Stella Yvette Herrell, née le 16 mars 1964 à Ruidoso (Nouveau-Mexique), est une femme politique, femme d'affaires et agent immobilière américaine. 
Membre du Parti républicain, elle est élue du Nouveau-Mexique à la Chambre des représentants des États-Unis de 2021 à 2023.

## Jeunesse
Née à Ruidoso, dans le sud du Nouveau-Mexique, Yvette Herrell est membre de la nation Cherokee,. Après avoir fréquenté la Cloudcroft High School, elle obtient un diplôme de secrétaire juridique de l'ITT Technical Institute School of Business à Boise, dans l'Idaho,,,.

## Carrière
Depuis qu'elle est diplômée de l'ITT Technical Institute, Herrell travaille comme agente immobilière à Alamogordo, au Nouveau-Mexique,. Herrell travaille ensuite comme courtière immobilière pour Future Real Estate à Alamogordo.

### Chambre des représentants du Nouveau-Mexique
En 2010, Herrell défie la représentante républicaine du 51e district du Nouveau-Mexique, Gloria Vaughn, lors de la primaire républicaine du 1er juin 2020. Herrell gagne avec 846 votes, soit 54,2 % des suffrages, puis remporte l'élection du 2 novembre 2010, avec 3 077 votes (62,9 %) contre la candidate démocrate Susan Medina.
En 2012, Herrell est sans opposition à la fois à la primaire républicaine du 5 juin 2012, qu'elle remporte avec 2 128 voix, puis à l'élection du 6 novembre 2012, qu'elle remporte avec 7 750 voix.

### Candidature à la Chambre des représentants des États-Unis en 2018
En 2018, Herrell est candidate à la Chambre des représentants des États-Unis mais est battue dans une course serrée par l'avocate démocrate Xochitl Torres Small. Les résultats sont incertains le soir des élections, avec Herrell en tête à la fin de la nuit et une organisation médiatique du Nouveau-Mexique projetant Herrell gagnante. Le lendemain cependant, l'avance de Herrell est réduite, tandis que les organisations médiatiques annulent leurs projections initiales. Le dépouillement des bulletins de vote par correspondance établissent finalement Torres Small comme vainqueur. Sans fournir de preuves, Herrell allègue une possible fraude électorale avant de finalement concéder la victoire,,.
Un examen de l'Associated Press en 2018 des dossiers de divulgation du financement de campagne révèle que Herrell ne rend pas publique l'information que sa société immobilière avait gagné 440 000 dollars en contrats avec deux agences d'État sur une période de cinq ans. Herrell déclare qu'elle a soumis tous les documents requis et que les allégations contre elle représentent « une attaque contre ma morale » orchestrée par l'un de ses adversaires à la primaire républicaine.

### Élection à la Chambre des représentants des États-Unis en 2020
Yvette Herrell est à nouveau candidate pour le 2e district congressionnel du Nouveau-Mexique aux élections de 2020. À la primaire républicaine, Herrell affronte la femme d'affaires Claire Chase et l'homme d'affaires Chris Mathys. Harrell gagne la primaire et affronte la représentante fédérale sortante Xochitl Torres Small aux élections de novembre.
En novembre, Herrell bat Xochitl Torres Small avec 53,7 % des voix. Elle prend ses fonctions le 3 janvier 2021,. Elle devient ainsi la troisième femme amérindienne élue au Congrès des États-Unis, la deuxième femme autochtone du Nouveau-Mexique et la première femme autochtone républicaine.

## Positions politiques
Lors de sa campagne pour le 2e district congressionnel du Nouveau-Mexique en 2020, Herrell se positionne comme une alliée du président Donald Trump. Lors d'un entretien avec l'Albuquerque Journal, Herrell déclare que « le statut DACA doit être réformé », qu'elle « n'appuiera aucune législation qui entravera notre deuxième amendement » et qu'elle soutient le port d'une arme cachée dans les écoles.
Alors qu'elle est membre de la Chambre des représentants du Nouveau-Mexique en 2015, Herrell parraine un projet de loi interdisant l'avortement tardif, tout en prévoyant des exemptions pour les cas d'abus sexuel, de viol ou d'inceste. Herrell plaide aussi pour l'abrogation du Patient Protection and Affordable Care Act de Barack Obama en faveur de « solutions de marché libre ». Elle s'oppose également à la mise en œuvre de soins de santé à payeur unique. Elle dit que le rôle du gouvernement fédéral dans l'éducation publique doit être limité.
Herrell déclare qu'elle soutient les législations améliorant les droits sur l'eau, les droits de propriété privée et la gestion des terres publiques.